# Tomoplagia diagramma
Tomoplagia diagramma är en tvåvingeart som beskrevs av Friedrich Georg Hendel 1914. Tomoplagia diagramma ingår i släktet Tomoplagia och familjen borrflugor.
Artens utbredningsområde är Peru. Inga underarter finns listade i Catalogue of Life.